# История этого мира
«История этого мира» — альбом-сборник группы «Кино», выпущенный в 2000 году; был переиздан в 2002 году компанией «REAL Records». В этот сборник вошли наиболее известные песни группы. Кроме того, в сборник вошла песня «Вопрос», не вошедшая в альбом «Звезда по имени Солнце» и долгое время считавшаяся утерянной, а также неизданная песня «Малыш», вошедшая в переиздание 2002 года.
Намеченная на 21 июня 2024 года концертная презентация перезаписи альбома «Это не любовь» (1985) в Ледовом дворце Санкт-Петербурга также получила название «История этого мира» по строчке из песни «Вопрос».

## Список композиций
1. Группа крови — 4:42
2. Звезда по имени Солнце — 3:46
3. Вопрос — 3:31
4. Последний герой — 3:07
5. Видели ночь — 3:08
6. Троллейбус — 2:54
7. Ночь — 5:29
8. Хочу перемен — 4:54
9. В наших глазах — 3:34
10. Песня без слов — 5:03
11. Кончится лето — 5:51
12. Пачка сигарет — 4:29
13. Следи за собой — 5:00
14. Печаль — 5:07
15. Кукушка — 6:35
16. Спокойная ночь — 6:23
17. Малыш — 3:36 (в переиздании 2002 года)

## Участники записи
- Виктор Цой — гитара, вокал
- Георгий Гурьянов — ударные
- Юрий Каспарян — лидер-гитара
- Игорь Тихомиров — бас-гитара
- Александр Титов — бас-гитара (5, 7)